# Article 172 de la Constitution belge
L'article 172 de la Constitution belge fait partie du titre V Des finances. Il consacre le principe d'égalité et de non-discrimination en matière fiscale et étend le principe de légalité de l'impôt aux exemptions et aux avantages fiscaux.
Il date du 7 février 1831 et était à l'origine — sous l'ancienne numérotation — l'article 112. Il n'a jamais été révisé.

## Le texte
« Il ne peut être établi de privilège en matière d'impôts.
Nulle exemption ou modération d'impôt ne peut être établie que par une loi. »

## Application
La Cour constitutionnelle rendit plusieurs décisions sur la base de l'article. Le législateur peut faire des avantages fiscaux si la différence de traitement est raisonnablement justifié afin de ne pas contrarier les articles 10 et 11,. L'article ne s'applique pas pour la cotisation de sécurité sociale.